# Kullstatjärnen
Kullstatjärnen är en sjö i Östersunds kommun i Jämtland och ingår i Indalsälvens huvudavrinningsområde. Sjön har en area på 0,109 kvadratkilometer och ligger 347,6 meter över havet.

## Delavrinningsområde
Kullstatjärnen ingår i det delavrinningsområde (698517-144342) som SMHI kallar för Mynnar i Näkten. Medelhöjden är 379 meter över havet och ytan är 12,33 kvadratkilometer. Det finns inga avrinningsområden uppströms utan avrinningsområdet är högsta punkten. Vattendraget som avvattnar avrinningsområdet har biflödesordning 3, vilket innebär att vattnet flödar genom totalt 3 vattendrag innan det når havet efter 286 kilometer. Avrinningsområdet består mestadels av skog (74 procent). Avrinningsområdet har 0,19 kvadratkilometer vattenytor vilket ger det en sjöprocent på 1,5 procent.